# Антонио Розмини
Антонио Розмини Сербати (на италиански: Antonio Rosmini Serbati) е италиански философ, теолог и духовник на Римокатолическата църква. Той е многостранен мислител, който изучава задълбочено гръко-римската култура, обръщайки внимание и на римското право в някои свои фундаментални трудове.

## Биография
Роден е на 24 март 1797 година в Роверето, тогава в пределите на Трентско епископско, в семейството на Пиер Модесто. Завършва Университета в Падуа.
През 1828 г. основава религиозна общност на име „Институт на милосърдието“ (Instituto della Carità), съществуваща и до днес като орден под името „розминианци“.
Книгите му „За петте рани на Светата църква“ (Delle Cinque Piage della Santa Chiesa) и „Конституцията според социалната справедливост“ (La costituzione secondo la giustizia sociale) срещат съпротива от йезуитите и биват включени в Индекса на забранените книги през 1849 г.
Сербати е близък приятел на Алесандро Манцони. Води интелектуални спорове с други италиански философи, като Винченцо Джоберти.
Умира на 1 юли 1855 година в Стреза, Сардинско кралство, на 58-годишна възраст.
Обявен за блажен на 18 ноември 2007 г. в Италия.